# Guardia Imperial del Ejército Japonés

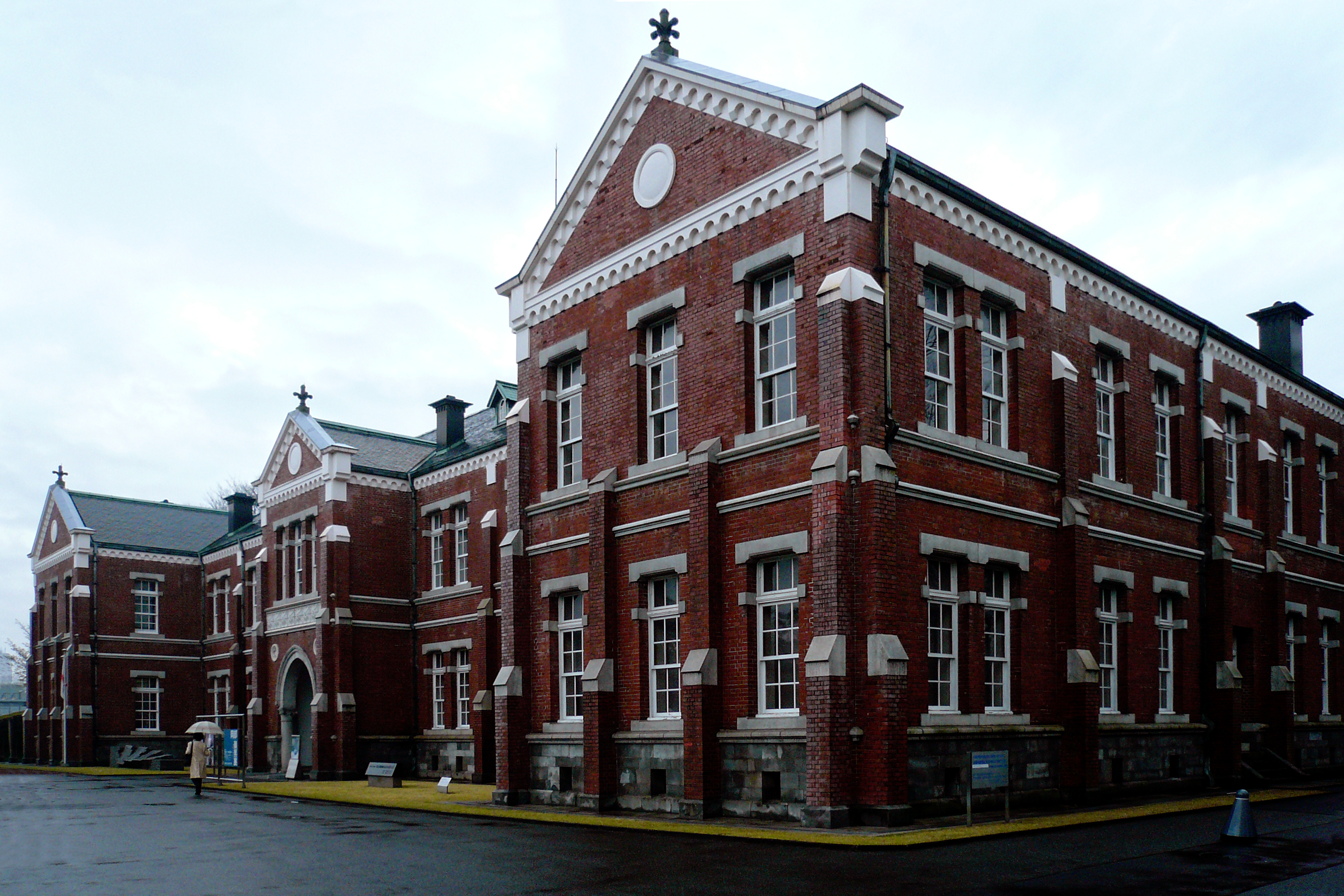
Sede original de la Guardia Imperial japonés, ahora parte del Museo Nacional de Arte Moderno, Tokio.

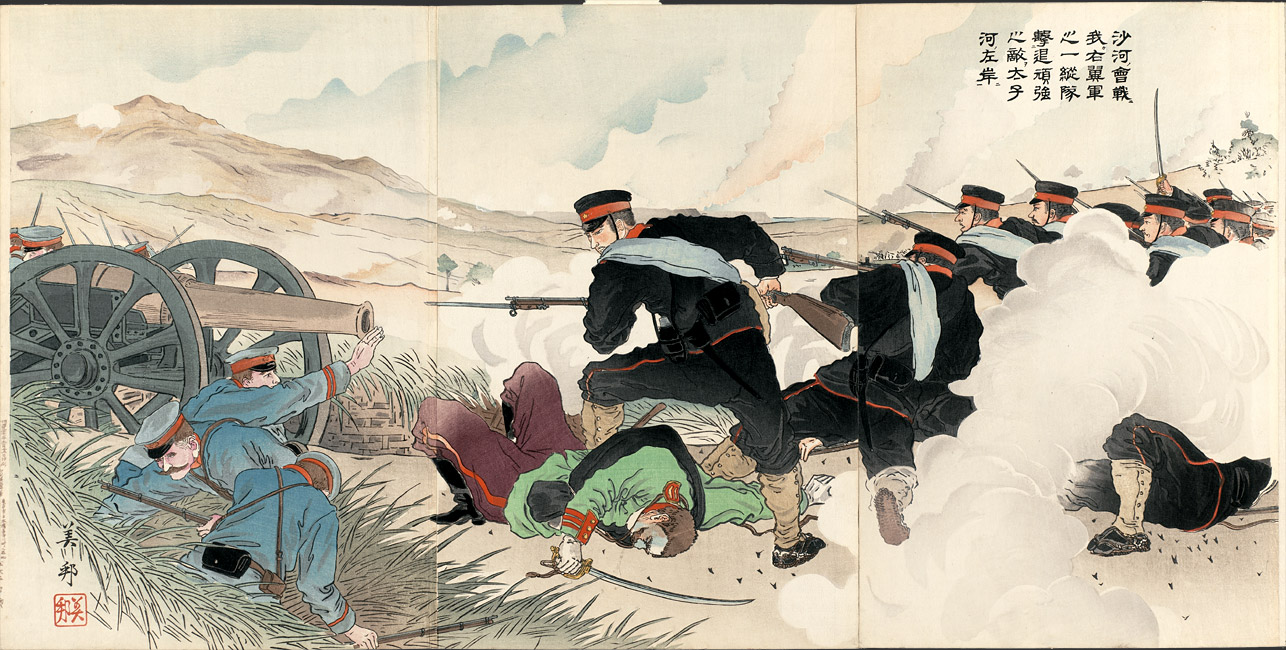
Un Ukiyo-e impresión del Guardia Imperial japonés ((近衛師団 Konoe Shidan) conduciendo atrás infantería rusa en la Batalla de Shaho durante el Russo-Guerra japonesa en 1904

En Japón, la Guardia Imperial es el nombre de dos organizaciones separadas dedicadas a la protección del Emperador de Japón y la Familia Imperial, palacios y otras propiedades imperiales. El primero era la División de la Guardia Imperial (近衛師団 Konoe Shidan?) una rama independiente del  Ejército japonés Imperial fue disuelta justo después de la Segunda Guerra Mundial. El segundo es la Sede de la Guardia Imperial (皇宮警察本部 Kōgū-Keisatsu Honbu?), una organización civil de aplicación de la ley formada como parte de la Agencia de Policía Nacional.
La Guardia Imperial del Ejército japonés Imperial fue formado en 1867. Se convirtió en la base del Ejército japonés imperial después de que el Emperador Meiji asumió todos los poderes estatales durante la restauración Meiji. La Guardia Imperial, que constaba de 12.000 hombres organizados y entrenados según el modelo militar francés, entró en acción por primera vez en la Rebelión de Satsuma. Originalmente, eran 2 brigadas, la 1.ª Brigada de Infantería de la Guardia, que tenía el 1.º y 2.º Regimiento. El 3.º y 4.º Regimiento pertenecían a la 2.ª Brigada de infantería de la Guardia.
En 1885 el Ejército japonés Imperial constaba de siete divisiones, uno del cual era la Guardia Imperial. Una división constaba de cuatro regimientos con un cuartel general y dos batallones cada uno. La división de la Guardia Imperial tenía su base en Tokio.
Después de la Guerra Ruso-Japonesa en 1905, se formó una segunda Brigada de la Guardia a partir de indígenas de la Isla de Formosa (Taiwán). En 1920 se agregaron el Regimiento de Caballería de la Guardia, el Regimiento de Artillería de Campo de la Guardia, el Batallón de Ingenieros de la Guardia, el Batallón de Transporte de la Guardia y otras unidades de servicio de la Guardia.
De 1937 a 1939, el Batallón de Ingenieros de la Guardia se expandió a un regimiento, al igual que el Batallón de Transporte de la Guardia.

## Guerra del Pacífico
En septiembre de 1939, la división se dividió en la 1.ª y la 2.ª Brigada de Guardias.
La 1.ª Brigada de Guardias, que contenía el 1.º y 2.º Regimiento de Infantería de Guardias, el regimiento de caballería y la mitad de las unidades de apoyo, fue transferida al sur de China. Allí pasó a denominarse Brigada de Guardias Mixtos. En octubre de 1940 se unió a otras unidades japonesas que ocupaban la Indochina francesa. En abril de 1941, la Brigada de Guardias Mixtos regresó a Tokio, pero no volvió a unirse a la División de Guardias Imperiales.
La 2.ª Brigada de Guardias, que contenía los Regimientos de Guardias 3.º y 4.º, también fue enviado a China. En 1940, fue a Shanghái antes de ser destinada a la isla de Hainan. En junio de 1941, el 5.º Regimiento de Infantería de la Guardia se unió a la 2.ª Brigada de la Guardia, convirtiéndose de nuevo en la División de la Guardia Imperial. Posteriormente, entró en acción en las batallas de Malasia y Singapur con el 25.º Ejército de Tomoyuki Yamashita.
En mayo de 1943, todas las unidades designadas de la Guardia Imperial fueron rebautizadas de nuevo. La Brigada de Guardias Mixtos de Tokio se convirtió en la 1.ª División de Guardias (que ahora estaba formada por los Regimientos de Guardias 1.º, 2.º y 6.º) y la División de Guardias Imperiales se convirtió en la 2.ª División de Guardias. La 3.ª División de Guardias, que nunca salió de Japón, se formó en 1944. Estaba formada por los regimientos 8.º, 9.º y 10.º de la Guardia. Las fuentes no coinciden en sí, alguna vez existió un 7.º Regimiento de la Guardia.
Todas las divisiones militares de la Guardia Imperial se disolvieron al final de la Segunda Guerra Mundial.

## Crímenes de guerra
En Malasia y Singapur, la División de la Guardia  estuvo implicada en varios crímenes de guerra notorios, tales como la masacre de Parit Sulong y la masacre de Sook Ching. Lt Gen. Takuma Nishimura, quien fue sentenciado a cadena perpetua por un tribunal militar británico en relación con los asesinatos en Sook Ching, más tarde fue condenado por delitos de guerra por un Tribunal Militar australiano en relación con la masacre de Parit Sulong. y fue ejecutado en la horca el 11 de junio del 1951.

## Uniforme

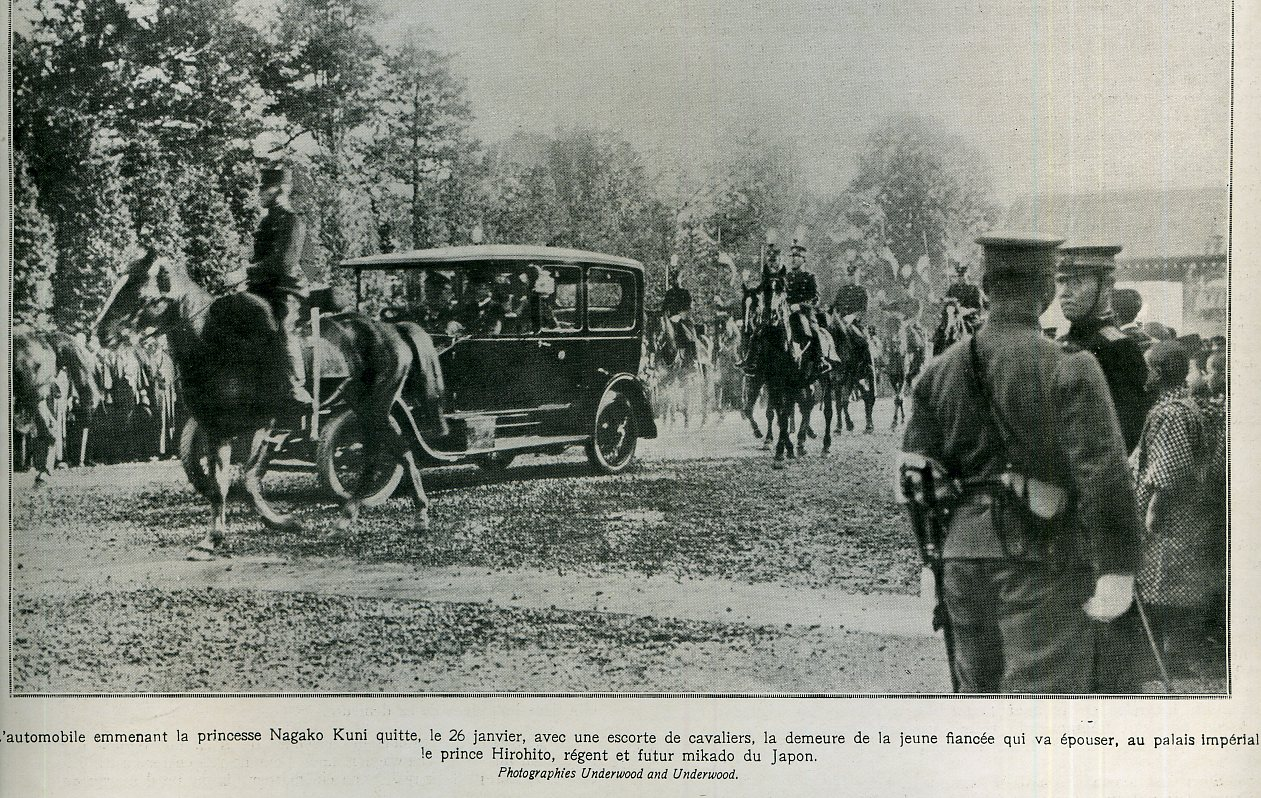
Guardias imperiales montados con el uniforme de gala azul oscuro durante la boda del emperador Hirohito en 1924

Hasta 1939, la Caballería de la Guardia Imperial vestía un uniforme de desfile de estilo francés compuesto por una túnica azul oscuro con trenzado rojo de Brandemburgo, quepis con un penacho y calzón rojo. Antes de la adopción general del caqui por el Ejército japonés durante la Guerra Ruso-Japonesa (1904-1905), se había usado un uniforme de lino completamente blanco cuando hacía calor
La Infantería de la Guardia Imperial vistió hasta 1905 un uniforme azul oscuro con polainas blancas tanto para desfilar como para el servicio. Se distinguía del de la infantería de línea por una banda y un ribete rojos en la gorra de servicio (en lugar de amarillo). Los oficiales vestían una túnica azul oscuro con 5 filas de polainas negras de mohair y calzones azul oscuro con una franja roja en cada costado.
Tras la adopción de un uniforme de servicio caqui, la Infantería de Guardia lo usaba en todas las ocasiones, aunque los oficiales conservaban el uniforme azul y rojo para ciertas ocasiones ceremoniales cuando no desfilaban con las tropas.
En campaña, todas las unidades de la Guardia Imperial llevaron el uniforme caqui estándar del ejército desde 1905 hasta 1945. Las unidades de la Guardia se distinguían por llevar en la cabeza una estrella de bronce en forma de corona, en contraste con la estrella lisa de cinco puntas que llevaban las demás unidades.